# Közép-Makedónia
2011. január 1. előtt Közép-Makedónia (görögül Περιφέρεια Κεντρικής Μακεδονίας [Periféria Kentrikísz Makedoníasz]) egyike volt Görögország 13 közigazgatási régiójának. A régió fővárosa Szaloniki.
Területe 18 811 km² (több mint kétszer akkora, mint a legnagyobb magyarországi vármegye, Bács-Kiskun). Népessége 1 931 870 fő.
Bár földrajzilag Közép-Görögország része, az Athosz-hegy közigazgatásilag nem tartozik a régióhoz, mivel autonóm államot képez, görög szuverenitás alatt.

## Prefektúrái
- Halkidiki
- Imathia
- Kilkisz
- Pella
- Piería
- Szérez
- Szaloniki

## Fontos települései
- Ampelókipoi (Αμπελόκηποι)
- Evoszmosz (Εύοσμος)
- Kalamariá (Καλαμαριά)
- Kateríni (Κατερίνη)
- Políhni (Πολίχνη)
- Szérez (Σέρρες)
- Sztavrúpoli (Σταυρούπολη)
- Szikiéz (Συκιές)
- Szaloniki (Θεσσαλονίκη)
- Véria (Βέροια)

## Lásd még
- Athosz-hegy

## Külső hivatkozások
- Hivatalos honlapja